# Батырбеков, Эрлан Гадлетович
Эрлан Гадлетович Батырбеков (каз. Ерлан Ғаділетұлы Батырбеков; 15 февраля 1961, Алматы, КазССР, СССР) — физик-ядерщик, генеральный директор Национального ядерного центра Республики Казахстан, профессор, доктор физико-математических наук, академик Национальной академии наук РК при Президенте Республики Казахстан, Казахстанской национальной академии естественных наук и Национальной инженерной академии Республики Казахстан. Лауреат государственной премии Республики Казахстан в области науки и техники имени аль-Фараби 2023 года. Является экспертом по вопросу о конверсии Семипалатинского ядерного полигона, членом группы правительственных экспертов — советников Генерального секретаря ООН в области контроля (верификации) процесса многостороннего ядерного разоружения, координатором FNCA (Форум ядерной кооперации в Азии) от Республики Казахстан. Председатель группы "Б" (техническая поддержка) Организации Договора о всеобъемлющим запрещении ядерных испытаний (CTBTO). «Лучший инженер 2024 года» Национальной инженерной академии Республики Казахстан. Почетный профессор Университета имени Шакарима города Семей. Почетный гражданин области Абай.

## Образование
- высшее, инженер-физик

## Окончил
- Московский инженерно-физический институт, г. Москва, Россия в 1984 году.
- Современный маркетинг и финансы, Уортонская школа бизнеса и экономики Министерства торговли США, г. Вашингтон округ Колумбия, США в 1995 году.
- Курс стратегического управления бизнесом, Калифорнийский государственный университет, Гарвардская школа бизнеса, штат Калифорния, США в 1996 году.

## Ученая степень и звания
- доктор физико-математических наук
- профессор
- академик Национальной академии наук РК при Президенте Республики Казахстан
- академик Казахстанской Национальной академии естественных наук Республики Казахстан
- академик Национальной инженерной академии Республики Казахстан

## Трудовая деятельность
После окончания МИФИ был принят на работу в Институт ядерной физики, в котором прошел путь от инженера до ведущего научного сотрудника. В 1990 г. защитил диссертацию на соискание учёной степени кандидата физико-математических наук, в 2009 году успешно защитил диссертацию на соискание учёной степени доктора физико-математических наук. С 1992 по 1994 гг. работал по приглашению в Иллинойском университете (США) в качестве физика-исследователя, проводил внутриреакторные исследования по преобразованию ядерной энергии в энергию оптического излучения. В частности, им впервые получено прямое преобразование ядерной энергии в энергию когерентного оптического излучения на атомарных переходах ксенона в активной зоне ядерного ректора TRIGA. С 1995 года участвовал в создании предприятия «КК Интерконнект» (KK Interconnect), с 1996 г. — Вице-президент, Президент совместного предприятия «КК Интерконнект», созданного Национальным ядерным центром и Фондом оборонных предприятий США в рамках Межправительственного Соглашения по конверсии бывшего Семипалатинского ядерного полигона. С мая 2009 года — первый заместитель генерального директора Национального ядерного центра. С 2013 года занимает пост Генерального директора РГП «Национальный ядерный центр Республики Казахстан». 

## Основные научные достижения
Эрлан Батырбеков – признанный учёный в области внутриреакторных экспериментов, безопасности атомной энергетики, радиоэкологии. Имеет опыт работы на исследовательских атомных реакторах ИВГ.1М, ИГР (НЯЦ РК), ВВР-К (ИЯФ), TRIGA (Иллинойский Университет, США) и ИРТ МИФИ (г. Москва). Эксперт по конверсии и реабилитации Семипалатинского испытательного полигона (СИП). Член группы Правительственных экспертов – Советников Генерального Секретаря ООН по верификации многостороннего ядерного разоружения. Координатор Форума ядерной кооперации в Азии от Казахстана. В марте 2021 года был избран председателем группы «Б» (техническая поддержка) Организации Договора о всеобъемлющим запрещении ядерных испытаний (CTBTO). Лауреат Государственной премии Республики Казахстан в области науки и техники имени аль-Фараби 2023 г. Академик Национальной академии наук Республики Казахстан при Президенте Республики Казахстан, академик Казахстанской национальной академии естественных наук, академик Национальной инженерной академии Республики Казахстан. 

### Лазеры с ядерной накачкой
Под руководством Батырбекова Э. Г. в Национальном ядерном центре РК начаты и успешно ведутся научные исследования по преобразованию ядерной энергии в энергию светового когерентного и некогерентного оптического излучения, кинетики низкотемпературной ядерно-возбуждаемой плазмы. По результатам этих исследований Батырбековым Э. Г. впервые была предложена концепция внутриреакторных ядерно-оптических преобразователей энергии ядерных реакций в когерентное (лазерное) и некогерентное оптическое излучение, способных работать как с прямой, так и комбинированными ядерными накачками. Впервые экспериментально продемонстрирована возможность создания таких лазеров на атомарных переходах ксенона. Созданы плазмохимические компьютерные модели кинетики низкотемпературной ядерно-возбуждаемой плазмы ряда активных сред лазеров с ядерной накачкой на атомарных переходах инертных газов и паров металлов.

### Радиоэкология
Для решения задач в сфере радиоэкологии, при непосредственном участии Батырбекова Э. Г., в НЯЦ РК создана уникальная инфраструктура и аппаратурно-методическая база, позволяющая определять большой спектр искусственных и естественных радионуклидов в любых объектах окружающей среды в массовом объёме, а также проводить масштабные полевые исследования. При его активном содействии разработана методическая база по проведению комплексного экологического обследования территорий, на которых проводились испытания ядерного оружия, а также территорий, подвергшихся сверхнормативному радиоактивному загрязнению вследствие испытаний ядерного оружия и радиационному мониторингу. Под руководством Батырбекова Э. Г. завершено комплексное экологическое обследование всей территории бывшего Семипалатинского испытательного полигона. Создана и функционирует система радиационного мониторинга состояния окружающей среды, обеспечивающая надежный контроль процессов возможной миграции техногенных радионуклидов за пределы радиационно-опасной территории бывшего СИП. Начаты и успешно ведутся работы по выявлению и характеризации участков испытательных площадок Семипалатинского испытательного полигона, содержащих аномально высокие концентрации наиболее опасных радионуклидов – трансурановых элементов. Разработанные технологии ликвидации выявленных особо опасных участков успешно применяются для приведения их в безопасное состояние.  
Важным итогом комплексного экологического обследования является Закон Республики Казахстан от 5 июля 2023 года № 16-VIII ЗРК «О Семипалатинской зоне ядерной безопасности», в разработке которого Батырбеков Э.Г. принимал активное участие. В соответствии с нормами ЗРК на загрязненных участках бывшего Семипалатинского испытательного полигона планируется создать Семипалатинскую зону ядерной безопасности в целях обеспечения ядерной и радиационной безопасности, а также реабилитации территории бывшего ядерного полигона для создания возможности постепенного возврата его земель в хозяйственный оборот.
Под руководством Батырбекова Э.Г. начато и проводится комплексное экологическое обследование территорий, прилегающих к Семипалатинскому испытательному полигону и подвергшихся воздействию испытаний ядерного оружия.
Сегодня в сферу научных интересов Батырбекова Э. Г. входят работы, направленные на развитие и обеспечение радиационной безопасности персонала и населения Республики Казахстан.

### Использование земель СИП
По его инициативе разработана стратегия максимально полного использования земель СИП. Впервые успешно реализован проект по созданию Полигона промышленных отходов для предприятия ТОО «Казцинк» на площадке «Балапан» Семипалатинского испытательного полигона, в результате реализации которого земли, на которых проводились подземные ядерные взрывы и которые не предполагались использовать, в настоящее время уже приносят реальную пользу государству.

### Исследования по безопасности атомной энергетики
При его непосредственном участии были успешно проведены уникальные научные исследования по безопасности атомной энергетики, результаты которых позволили НЯЦ РК продвинуться на передовые мировые позиции в области экспериментального моделирования аварий на атомных электростанциях с расплавлением активной зоны.

#### Проект Fukushima
В рамках проекта «Fukushima» была впервые экспериментально смоделирована авария на АЭС Fukushima-1. Впервые был получен расплав активной зоны (кориум), по компонентному составу аналогичный расплаву активной зоны аварийного реактора АЭС Fukushima-1, исследованы его химические и физические свойства, на основании которых выработаны рекомендации по утилизации кориума из аварийного реактора.

#### Проект CORMIT
В рамках международного проекта «СORMIT» совместно с компанией TOSHIBA впервые были проведены исследования взаимодействия различных жаростойких материалов с расплавом активной зоны с целью выбора приемлемого покрытия подреакторных ловушек расплава для действующих и проектируемых реакторов в Японии.

#### Проект EAGLE-3
В рамках международного проекта «EAGLE-3» совместно с Японским агентством по атомной энергии (JAEA) были проведены исследования,  направленные на смягчение последствий тяжелой аварии ядерного энергетического реактора IV поколения (с жидкометаллическим теплоносителем), на сведение к минимуму возможности разрушения защитных барьеров реактора (силовой корпус, бетонное основание реактора), препятствующих выходу кориума и продуктов деления в окружающую среду.

#### Проект ASTRID
В НЯЦ РК проводятся работы по экспериментальному обоснованию конструкции активной зоны проектируемого во Франции реактора на быстрых нейтронах Поколения IV ASTRID, который, обладая свойствами внутренней самозащищенности активной зоны, будет в значительной степени смягчать последствия тяжёлой аварии.

#### Проект БРЕСТ
Проведены испытания макетов твэлов для исследования поведения твэлов со СНУП-топливом в условиях, моделирующих аварийные сценарии поведения РУ БРЕСТ-ОД-300, обусловленные быстрым вводом реактивности.

#### Конверсия исследовательских реакторов НЯЦ РК
Под его руководством ведутся работы по конверсии исследовательских реакторов ИГР и ИВГ.1М. В 2023 году успешно выполнен энергопуск реактора ИВГ.1М на НОУ топливе. В настоящее время завершены работы по теоретическому обоснованию возможности конверсии реактора ИГР. Впервые разработана уникальная технология иммобилизации и утилизации облученного ВОУ топлива исследовательского реактора ИГР, получившая одобрение и признание экспертов международного уровня.

### Управляемый термоядерный синтез
Под руководством Батырбекова Э.Г. развивается одно из важных направлений - управляемый термоядерный синтез. С целью продвижения этого направления в городе Курчатов на базе РГП НЯЦ РК создана уникальная установка - казахстанский материаловедческий Токамак КТМ.
При его непосредственном активном участии и руководстве были завершены строительно-монтажные и пусконаладочные работы на комплексе КТМ и в 2019 году осуществлен физический пуск с последующим вводом установки в эксплуатацию.
В настоящее время осуществляется выход на проектные параметры разряда с длительностью разряда 5 секунд, током плазмы 750 кА и плотностью 5·1019 м−3 с использованием дополнительного ВЧ нагрева плазмы.

### Научные статьи и доклады на Международных научных конференциях
Батырбеков Э. Г. является соавтором более 200 научных статей и докладов на Международных научных конференциях, из них более 60 опубликованы в международных рейтинговых изданиях, входящих в базы данных Web of Science и Scopus.

### Монографии
Является автором 14 монографий.

### Авторские свидетельства и патенты
Имеет двенадцать авторских свидетельств и инновационных патентов на изобретения и полезные модели.

## Награды
- орден "Құрмет"
- юбилейная медаль «Қазақстан Конституциясына 10 жыл»
- медаль «20 лет Независимости Республики Казахстан»
- медаль «25 лет Независимости Республики Казахстан»
- медаль «Ерен еңбегі үшін»
- медаль «Лучший инженер года»
- Почётный нагрудный знак «Заслуженный работник атомной отрасли Республики Казахстан» I степени (золотой знак)
- нагрудный знак «Семей ядролық сынақ полигонының жабылуына 20 жыл»
- Почётная грамота Совета МПА СНГ (17 апреля 2014 года, Межпарламентская ассамблея СНГ) — за активное участие в деятельности Межпарламентской Ассамблеи и её органов, вклад в укрепление дружбы между народами государств — участников Содружества Независимых Государств[10]